# Katastrofa lotnicza na Haiti (1995)
Katastrofa lotnicza na Haiti – wydarzyła się 7 grudnia 1995. W jej wyniku Beechcraft 1900D należący do linii Air Saint Martin rozbił się około 33 km na południowy zachód od lotniska w Port-au-Prince, zabijając wszystkie 20 osób na pokładzie.

## Samolot
Maszyną obsługującą lot był Beechcraft 1900D (nr rej. F-OHRK) o numerze seryjnym UE-119. Samolot opuścił linię produkcyjną w 1994 roku.

## Przebieg lotu
Samolot odbywał czarterowy lot z Kajenny do Port-au-Prince, z międzylądowaniem w Pointe-à-Pitre na Gwadelupie. Na pokładzie było 2 członków załogi i 18 pasażerów, którzy byli deportowanymi nielegalnymi imigrantami. Podczas podejścia do lądowania na Haiti załoga zboczyła około 18 km z kursu, lecz mimo to zgłosiła przelot nad radiolatarnią, która znajdowała się na planowanej trasie. Niedługo potem załoga dostała zgodę na zniżanie się do 4000 stóp i podejście do lądowania. Minutę później samolot uderzył w górę na wysokości około 1533 m. Zginęło wszystkie 20 osób na pokładzie. 